# Christian Tobias Damm
Pour les articles homonymes, voir Damm (homonymie).
Christian Tobias Damm, né à Geithain près de Leipzig le 9 janvier 1699 et mort le 27 mai 1778 à Berlin, est un théologien protestant et un philologue helléniste.

## Œuvres
- Novum lexicon graecum etymologicum et reale, Brandebourg, 1765, et Londres, 1842.